# Ectot-l'Auber
Ectot-l'Auber é uma comuna francesa na região administrativa da Normandia, no departamento de Sena Marítimo. Estende-se por uma área de 5,01 km². Em 2010 a comuna tinha 700 habitantes (densidade: 139,7 hab./km²).